# 福岡飛行訓練所
大日本飛行協会 福岡飛行訓練所（だいにほんひこうきょうかいふくおかひこうくんれんじょ）は大日本飛行協会（現・日本航空協会）がかつて福岡県糸島郡元岡村（現・福岡市西区田尻東一丁目・二丁目、学園通一丁目）に設置していた学生向け飛行訓練用の飛行場。元岡飛行場とも称される。

## 概要
1940年（昭和15年）9月20日の閣議により、民間航空団体の統合が決定された。帝国飛行協会を母体とした大日本飛行協会が10月10日に発足し、傘下に日本学生航空連盟・日本帆走航空連盟・青年航空団・各飛行学校などが取りまとめられた。大日本飛行協会の事業は大学・高専学生の航空、滑空訓練、航空思想の普及などであり、全国10ヶ所で飛行訓練所を運営していた。
協会が福岡で利用していた福岡第一飛行場（雁ノ巣飛行場、1935年建設）が次第に混雑してきたため、糸島郡元岡村の水田地帯に福岡飛行訓練所（元岡飛行場）が開設された。用地の選定にあたっては、上空より福岡市の周辺（春日原・糸島半島）の各地が検討された。元岡が雁ノ巣の対岸に位置しており、福岡市の近郊であることからここを訓練用地として定め、用地買収が実施された。水田地帯の元岡は周囲を含めて平坦地で傾斜が少なく、地主の分筆も少なかったほか、村落の立ち退きも発生しなかったこと、さらには情勢も影響して住民は飛行場の建設に協力的であったことから用地買収はスムーズに進んだという。
買収は1940年（昭和15年）の年内に完了し、工事は1941年（昭和16年）1月から開始され、6月にはおおよそ完了した。
通称として元岡と呼ばれていたほか、当初は九州飛行訓練所という名称が使われていたとの記録も残っている
付近には前田航研工業があり、軍用グライダー「ク10」の飛行試験なども実施された。前田航研工業などの周辺の工場が元岡飛行場を支えていたとの見方もある。1943年（昭和18年）には隣接する今出・石崎地区に海軍の飛行場建設が決定し、1944年（昭和19年）には隣接地に福岡海軍航空隊が発足した。
日付は不明ながら、福岡大空襲よりも前に爆弾投下の攻撃を受けたとの証言がある。攻撃は単機で実施され、飛行場（滑走エリア）に穴を開け、爆風で格納庫の窓ガラスが割れたものの、機体や施設に被害は生じなかった。
終戦に伴い、飛行場・施設はすべて廃棄された。1945年（昭和20年）10月にはアメリカ軍が航空機・機材・工具類など全てをブルドーザで積み上げ、焼却した。終戦時に各地から飛来し、放置されていた海軍機も同時に焼却された。書類も終戦時に焼却されており、残存する資料は少ない。

## 施設

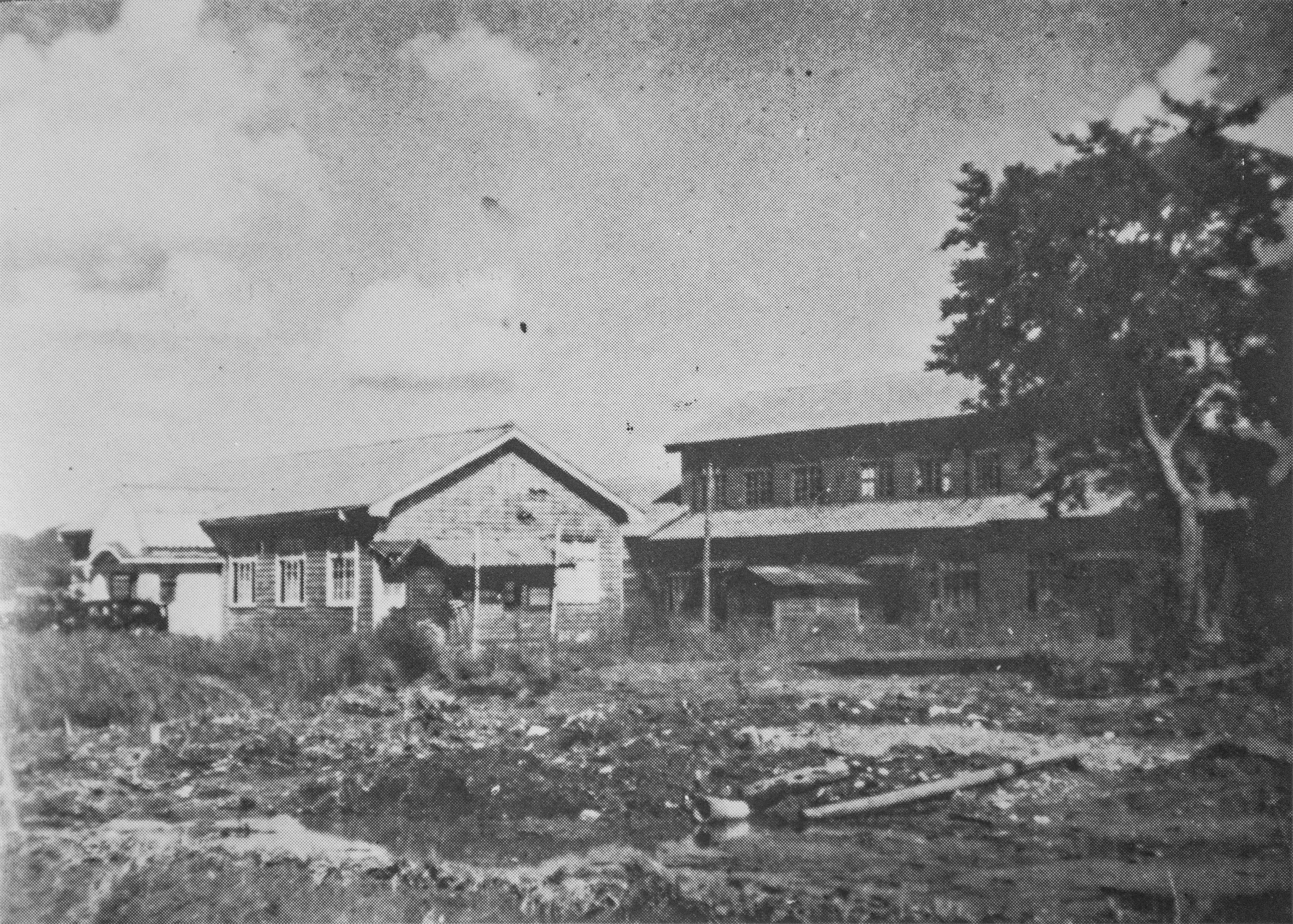
左側（手前）が事務所、右側（奥）が宿舎棟

訓練所は南北600メートル、東西500メートルの飛行場と格納庫3棟、燃料タンクや給水タンク施設、事務所・合宿所で構成されており、総坪数約10万坪であった。飛行場の敷地は概ね四角形をしていたが、北東部分に切り欠きがあった。南側から北に向かって本部事務所、宿舎棟・洗面所・便所・風呂棟、車庫・器材倉庫、格納庫、エプロン、飛行場と並んでいた。

### 宿舎棟
2階建てであった。軍の廠舎に似たつくりで、簡素ながらしっかりとしたものだったとされている。1階には寝室を兼ねた居室が2部屋、食堂と炊事室があり、2階には講堂があった。渡り廊下で東側にある洗面所・便所・風呂棟と繋がっていた。

### 飛行場
明示的な滑走路を持たず、四角形の敷地を用いて航空機は南北方向・東西方向へ離着陸していた。敷地が水田跡の湿地であったため、50センチメートルほどの盛土が予定されていたが、予算や工期の都合で実施されなかった。排水を施したものの効果は少なく、敷地北側に湿地帯が残り、訓練に影響を及ぼしていた。

### 格納庫・エプロン
格納庫は3棟あった。格納庫前にあるエプロンの東半分は舗装されていた。

## 訓練

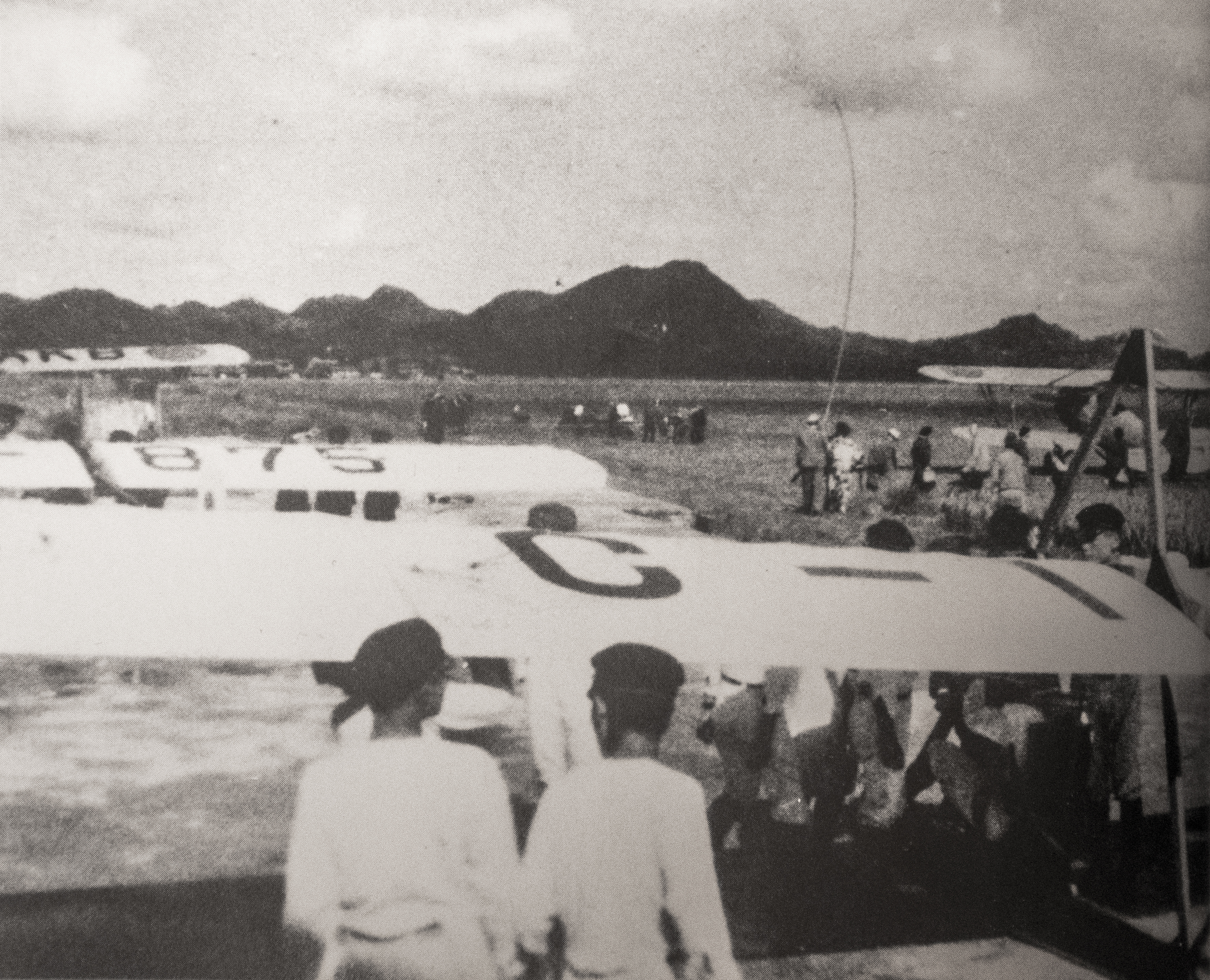
1942年（昭和17年）の夏に行われていた合宿の様子

設立当初の協会は当時の情勢を鑑みて、民間航空の重層化・航空予備軍の育成を目指して学生の操縦訓練を実施していた。航空工学を学ぶ学生は操縦技能を獲得して将来の技術に貢献することが、軍医部依託医学生は数少ない航空医学に寄与できる人材になることが期待されていた。当時の民間訓練機関において8ヶ月掛かるものを在学中の3年で修得する訓練プログラムであった。飛行時間にして50時間程度で、初等練習機による基本操縦・単独飛行・空中操作・編隊飛行、中間練習機による特殊飛行・航法訓練を習得することが目標であった。
しかしながら、太平洋戦争の開戦に伴い、訓練は次第に戦争に直結するものとなり、元岡飛行場は陸海軍の飛行兵や技術者の養成所と化していった。

### 訓練生
訓練生は大学・旧制専門学校に在学する学生らで、在学中の3年間の土曜（午後）・日曜・祝日・夏季冬季の休暇といった学業の余暇に通い、基本的な操縦技術を習得していた。福岡飛行訓練所は小規模ではあるものの、協会の飛行訓練所としては唯一新設されたものであるため新鋭かつ自由な気風に満ちており、制裁行為などもなかったという。
開所から閉鎖までの間、1期生から6期生が在籍していた。それぞれの在籍期間と飛行時間（括弧書き）は以下の通り。
- 1期生 : 1941年（昭和16年）7月 - 1943年（昭和18年）9月（50-70時間）
- 2期生 : 1942年（昭和17年）5月 - 1944年（昭和19年）5月（70-80時間）
- 3期生 : 1943年（昭和18年）6月 - 1944年（昭和19年）5月（40-50時間）
- 4期生 : 1944年（昭和19年）3月 - 1944年（昭和19年）5月（20時間）
- 5期生 : 1944年（昭和19年）11月 - 1945年（昭和20年）1月（20時間）
- 6期生 : 1945年（昭和20年）2月 - 1945年（昭和20年）3月（不明）

1期生の合宿は1941年7月10日から実施された。開戦・戦局の悪化（戦時教育体制）によって学生の在学年限の短縮や徴兵猶予の停止などが行われたことで、学生の航空活動は軍入隊前の短期訓練へと意義が変わった。1期生は1943年9月に大学を卒業し、陸海軍に入隊した。その他の訓練生の多くも、1944年6月には陸軍への入隊を前提として仙台陸軍飛行学校に入学した。
終戦後、OB会として1978年（昭和54年）に「元岡会」が結成されていた。
訓練生らの在籍校と人数は以下の通り。
| 学校名                 | 現校名（後身） | 1期生 | 2期生 | 3期生 | 4期生 | 5期生 | 6期生 |
| ---------------------- | -------------- | ----- | ----- | ----- | ----- | ----- | ----- |
| 九州帝国大学           | 九州大学       | 6     | 4     | 2     | -     | -     | -     |
| 旧制福岡高等学校       | 九州大学       | 3     | 2     | 6     | 1     | -     | -     |
| 九州大学附属教員養成所 | 九州大学       | -     | -     | -     | -     | -     | 1     |
| 久留米高等工業学校     | 九州大学       | -     | 4     | 5     | 1     | 3     | -     |
| 西南学院高等学部       | 西南学院大学   | 10    | 8     | 6     | 14    | 2     | -     |
| 福岡高等商業学校       | 福岡大学       | 1     | 1     | 1     | 11    | 1     | -     |
| 九州専門学校           | 福岡大学       | -     | 2     | 4     | 9     | -     | -     |
| 九州拓殖専門学校       | -              | -     | 4     | 3     | 5     | -     | -     |
| 佐賀高等学校           | 佐賀大学       | -     | -     | -     | 1     | -     | -     |
| 第五高等学校           | 熊本大学       | -     | -     | 1     | -     | -     | -     |
| 明治専門学校           | 九州工業大学   | 1     | 2     | 7     | 7     | -     | 2     |
| 九州歯科医科専門学校   | 九州歯科大学   | 1     | -     | 1     | 3     | 4     | 2     |
| 山口高等商業学校       | 山口大学       | -     | -     | -     | -     | 3     | -     |
| 名古屋高等工業学校     | 名古屋工業大学 | -     | -     | -     | -     | 4     | -     |

### 訓練機
- 九五式三型練習機 - 初歩練習機[13]。「三型」「初練」と呼ばれていた。
- 九五式一型練習機 - 中間練習機[14]。「中練」と呼ばれていた。
- アブロ 504[4]

開設当初は三型が2機のみだったが、1943年頃には三型が7機以上、一型が3機以上と、常時10機以上が使用されていた。
1943年秋には民間の登録記号（機体記号）が塗りつぶされた。
残された写真によれば、J-BKDA、J-BAKB、J-BCHW、J-BAKAなどの機体記号の航空機が在籍していた。特にJ-BAKA
は「馬鹿」とも読めることから、訓練生から面白がられていたという。
- 九五式三型練習機（初練）の列線（1943年）
- 九五式一型練習機（右端）と九五式三型練習機（奥）（1941年）

### 飛行経路・訓練空域

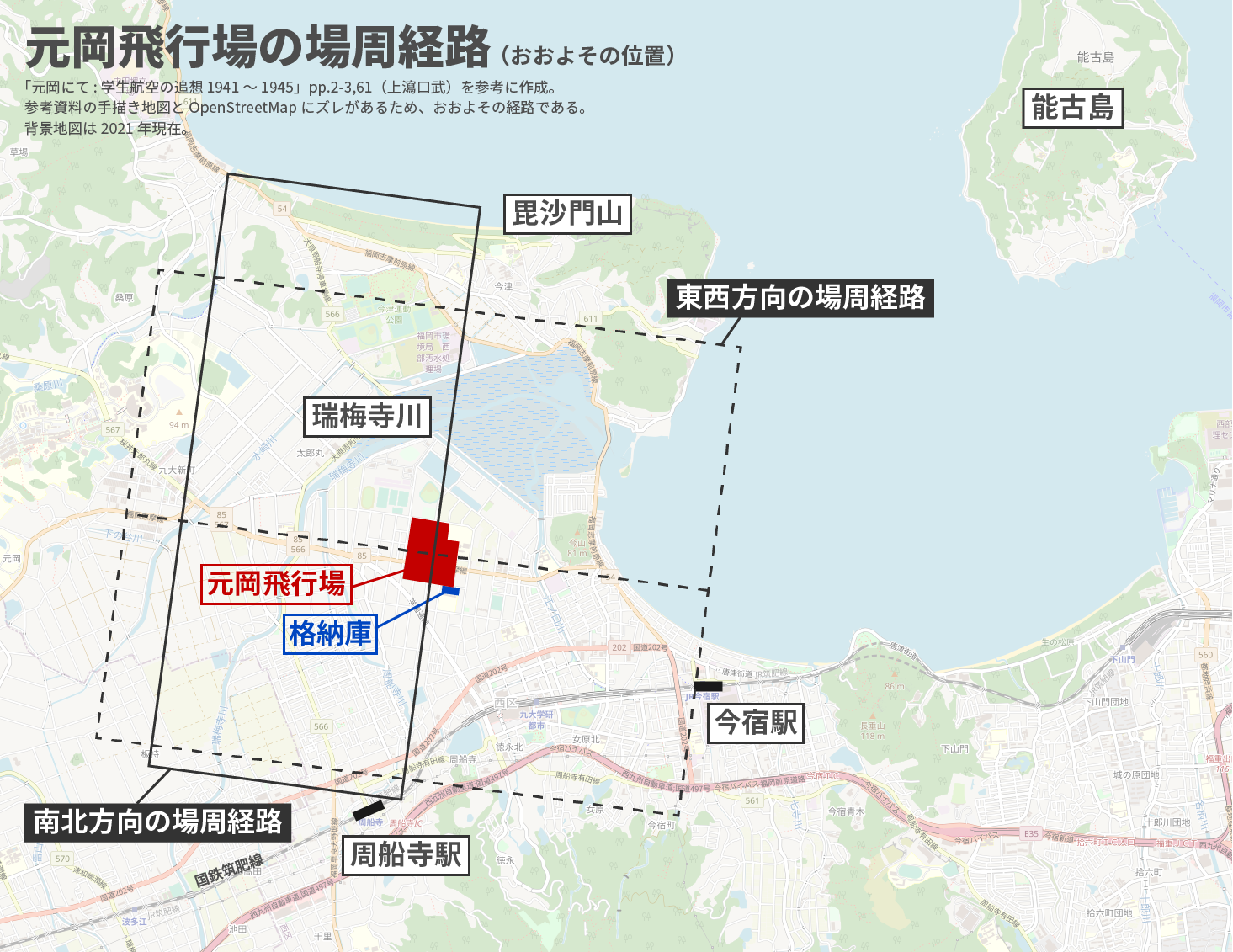
元岡飛行場の位置とそのトラフィックパターン

右図のような場周経路（トラフィックパターン）が使用されていた。
- 編隊降下の様子。背景は脊振山脈。
- 離着陸訓練における着陸姿勢の様子。下側は飛行場端道路。左側には可也山。

## 福岡海軍航空隊との関係

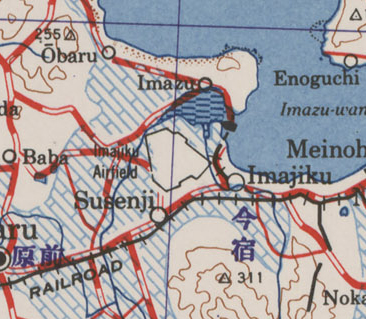
1945年時点の米軍の地図。元岡飛行場を含む範囲が「今宿飛行場」として記されている。赤い線は鉄道ではなく、道路を意味している。

福岡飛行訓練所（元岡飛行場）と福岡海軍航空隊は地理的に密接な関係にあった。
1943年（昭和18年）の夏の終わりごろには、海軍航空基地建設のため、元岡飛行場周辺で大規模な工事が開始された。今山の方向から元岡飛行場の北側、西側の耕作地が掘り返されて1000メートル滑走路が数本できる計画だった。その後、1944年（昭和19年）の6月1日には、周船寺の北にある泉地区に福岡海軍航空隊が開隊している。この際、元岡飛行場の北東にある石崎から、西側の今出にかけて滑走路が完成していると記録されている。
福岡海軍航空隊の施設に関する資料はあまり残っていないが、1945年の米軍の地図では元岡飛行場を含めた一帯がImajiku Airfield（今宿飛行場）として記載されている。米軍の報告によれば、この「今宿飛行場」には長さ4200フィート・幅300フィートの滑走路が3本あり、それぞれ北北東/南南西、東/西、西北西/東南東の方角に設置されていた。1945年時点でいずれも舗装は未完了だったとされている。
これらは飛行訓練所の滑走路ではなく海軍のためのものであったが、隣接していることから、海軍飛行場の建設中の滑走路に元岡の訓練機（中練）が着陸したこともあったという。この不時着の際は飛行場間が地上でつながっておらず、元岡に戻るためには再度離陸しなければならなかった。しかし、その数週間後には工事が進んで地上での行き来が可能となった。海軍航空隊の滑走路が整備不良で使用できなかった際には海軍の九三式中間練習機が飛来し、元岡飛行場を共同で使用していたこともあった。

## 前田航研工業との関係
訓練所の開所と同じ頃、飛行場から見て南西の方向に前田航研工業が工場を完成させた。当時の周船寺村徳永だった。
当時のグライダー滞空時間記録を樹立した前田式703や、九帝11型グライダーは元岡飛行場の格納庫に常置されていた。
前田航研の試作機の試験には元岡が利用されていた。二式小型輸送滑空機（ク1）の試験は元岡の九五式一型練習機（中練）で曳航されたほか、ク10は訓練所の学生が試験滑空を実施した。
- 前田式703（撮影地は元岡ではない）
- 九帝11型の完成型式検査記念として撮影された写真。背景は格納庫。（1943年夏）

## その後と現況
戦後、飛行場跡は福岡県の所有となった。旧住民や引揚者を対象として開拓募集が行われたが、旧住民の応募は少数であり、大半は新移住者で占められた。
開拓により農地（水田）に戻されたが、復帰作業は困難を極めたという。県からの補助金も少なく、農家が多額の資金を負担したと記録されている。
また、1948年（昭和23年）には用地配分により、田の1枚が1反という現在の土地区分が出来上がった。
跡地には福岡県立玄洋高等学校や福岡市立元岡中学校などが立地しており、元岡中学校の開校時には訓練所の本部事務所の建物がそのまま利用された（のちに建て替え・新築されている）。
飛行場は廃止されたものの、1951年には跡地にて前田航研工業によるグライダー（SM206号、機体記号：JA2006）の試験飛行が実施されている。
2021年現在、元岡飛行場の痕跡は全く残っておらず、田畑や住宅地となっている。ただし、隣接していた福岡海軍航空隊に関しては西区泉3丁目の泉公園に記念碑が建てられている。
- 元岡飛行場跡で試験飛行が実施されたグライダー SM206
- 田畑や住宅地が広がる元岡中学校前（2025年）
- 福岡海軍航空隊跡記念碑。昭和57年（1982年）6月10日建立。
- 福岡海軍航空隊跡記念碑の碑文